# Jake Smollett
Jake Smollett, född 29 juli 1989 i New York i delstaten New York, är en amerikansk skådespelare och matlagningspersonlighet. Hans första roll var i en TV-serien I Coopers klass (Hangin' with Mr. Cooper). Han medverkade senare i TV-serien On Our Own och i filmen Farlig sommar (Eve's Bayou). Han har även medverkat i TV-serien The Middleman.
Smollett är bror till skådespelarna Jussie och Jurnee Smollett.